# Saison 2015-2016 de l'Union sportive Orléans Loiret football
Maillots
La saison 2015-2016 est la deuxième saison professionnelle de l'US Orléans depuis les nouvelles réformes du football professionnel français. L'équipe évolue en National mais elle participe aussi à la Coupe de la Ligue et à la Coupe de France. Après avoir longtemps cru être repêché en raison de la rétrogradation prononcée à l'encontre du Nîmes Olympique, les Jaunes seront finalement relégués en fin de saison 2014-2015 à la suite de l'appel des Crocos, qui remplace la rétrogradation par une pénalité de points pour la saison suivante.

## Objectifs d'avant-saison
Les objectifs d'avant saison de l'USO étaient de se maintenir lors de cette première saison puis de remonter au deuxième échelon français. En effet, selon France Bleu Orléans, l'USO se donnait deux ans pour remonter en Ligue 2. Le club aurait « été aussi contraint de recomposer son effectif quasiment dans son intégralité durant la descente en National ».

## Matchs amicaux de préparation
Avant de pouvoir commencer cette saison de National, il faut tout d'abord jouer des matchs amicaux pour se préparer à affronter ses adversaires et ses futurs concurrents à la montée en Ligue 2.

## Mouvements des joueurs
L'US Orléans a beaucoup vendu pour gagner de l'argent et ainsi de pouvoir recruter des joueurs libres tels que Oumar Sissoko ou Kevin Dupuis par exemple.
| Été                    |                           |                |                               |                  |
| Nom                    | Nationalité               | Transfert      | Provenance/Destination        | Division         |
| Arrivées               |                           |                |                               |                  |
| Oumar Sissoko          | Mali                      | Libre          | -                             | -                |
| Nicolas Saint-Ruf      | France                    | Prêt           | Montpellier HSC               | Ligue 1          |
| Oumar Camara           | France                    | Transfert      | ESM Gonfreville               | CFA 2            |
| Adrien Pagerie         | France                    | Libre,         | Clermont Foot 63              | Ligue 2          |
| Jean-Eudes Aholou      | Côte d'Ivoire             | Transfert      | Lille OSC                     | Ligue 1          |
| Kevin Dupuis           | France                    | Transfert      | FC Lausanne-Sport             | Challenge League |
| Laurent Amiens         | France                    | Retour de prêt | SO Romorantin                 | CFA              |
| Pape N'Diasse Sarr     | Sénégal                   | Retour de prêt | Vendée Poiré-sur-Vie Football | CFA 2            |
| Mickaël Barreto        | France                    | Transfert,     | ESTAC                         | Ligue 1          |
| Manassé Enza-Yamissi   | République centrafricaine | Transfert,     | Gil Vicente FC                | Liga2 Cabovisão  |
| Nicolas Pépé           | France                    | Prêt,          | Angers SCO                    | Ligue 1          |
| Greg Houla             | France                    | Transfert,     | Ergotelis Héraklion           | Football League  |
| Romain Armand          | France                    | Transfert,     | CS Sedan-Ardennes             | National         |
| Jordi Delclos          | France                    | Transfert,     | FC Lausanne-Sport             | Challenge League |
| Départs                |                           |                |                               |                  |
| Rémi Elissalde         | France                    | Transfert      | SO Romorantin                 | CFA              |
| Maxime Brillault       | France                    | Transfert      | Stade brestois                | Ligue 2          |
| Robert Maah            | France                    | Transfert      | Göztepe İzmir                 | Ptt 1.Lig        |
| Luigi Glombard         | France                    | Transfert      | Les Herbiers VF               | National         |
| Wilfried Louisy-Daniel | France                    | Fin de contrat | FC Chambly                    | National         |
| Tafsir Cherif          | Guinée                    | Retour de prêt | AS Monaco B                   | CFA              |
| Kévin Afougou          | France                    | Fin de contrat | Stade lavallois               | Ligue 2          |
| Loris Arnaud           | France                    | Fin de contrat | -                             | -                |
| Jean-Paul Mendy        | France                    | Transfert      | Quevilly-Rouen Métropole      | CFA              |
| Arnaud Balijon         | France                    | Fin de contrat | Red Star 93                   | Ligue 2          |
| Bruce Abdoulaye        | Congo                     | Transfert      | GF38                          | CFA              |
| Loïc Loval-Landré      | Guadeloupe                | Transfert      | US Fleury-Mérogis             | CFA              |
| Samir Benmeziane       | France                    | Transfert      | Fréjus-Saint-Raphaël          | National         |
| Benoît Darcy           | France                    | Transfert      | FC Chartres                   | CFA 2            |
| Guillaume Loriot       | France                    | Transfert      | US Créteil-Lusitanos          | Ligue 2          |
| Fabrice Seidou         | France                    | Transfert      | St-Pryvé-Saint-Hilaire        | CFA 2            |

## Matchs de National
L'US Orléans joue son premier match de National à domicile face aux professionnels du CA Bastia le vendredi 7 août 2015 à 20 h. Le match était diffusé en direct audio sur France Bleu Orléans.